# Cycloscala crenulata
Cycloscala crenulata is een slakkensoort uit de familie van de Epitoniidae. De wetenschappelijke naam van de soort is voor het eerst geldig gepubliceerd in 1867 door Pease.